# Georg Hermann Quincke
Georg Hermann Quincke (Frankfurt na Odri, 19. studenog 1834. – Heidelberg, 13. siječnja 1924.), njemački fizičar. Profesor u Berlinu, Würzburgu i Heidelbergu. Bavio se akustikom, te kao prvi sustavno mjerio brzinu zvuka u plinovima.

## Quinckeova cijev
Quinckeova cijev je uređaj ili mjerni instrument za mjerenje valne duljine λ zvuka i time brzine zvuka u plinovima. Sastoji se od dviju U-cijevi koje se mogu uvlačiti jedna u drugu, u kojima se nalazi neki plin. Izvor zvuka poznate frekvencije f postavi se s jedne strane cijevi, a s druge se osluškuje. Intenzitet ili jakost zvuka na mjestu osluškivanja ovisi o fazama s kojima zvučni valovi dolaze na to mjesto. Razlike u fazi nastaju zbog različitog puta koji zvučni valovi prevale. Uvlačenjem ili izvlačenjem U-cijevi taj se put mijenja i određuje se duljina puta između dvaju maksimuma ili minimuma, što odgovara valnoj duljini zvuka. Iz tako određene valne duljine i poznate frekvencije određuje se brzina zvuka v u plinu: 
{\displaystyle v=\lambda \cdot f}